# NGC 2118
NGC 2118 је расејано звездано јато у сазвежђу Златна риба које се налази на NGC листи објеката дубоког неба.
Деклинација објекта је - 69° 7' 55" а ректасцензија 5h 47m 39,6s. Привидна величина (магнитуда) објекта NGC 2118 износи 12,0. NGC 2118 је још познат и под ознакама ESO 57-SC39.